# 陈杭 (植物学家)
陈杭（1931年—）是一位中国女植物学家，园艺学家。

## 生平
出生于安徽省广德县。1949年考入国立浙江大学园艺系。1953年毕业生于浙江农学院（今浙江大学）园艺系。先后担任北京农林科学院的研究员、副院长。主持筹建了北京蔬菜研究中心，并任北京蔬菜研究中心主任。

## 荣誉
1990年荣获英国皇家园艺学会颁发的维希特金质奖章，为华人中的首位。